# Ruské velvyslanectví v Praze

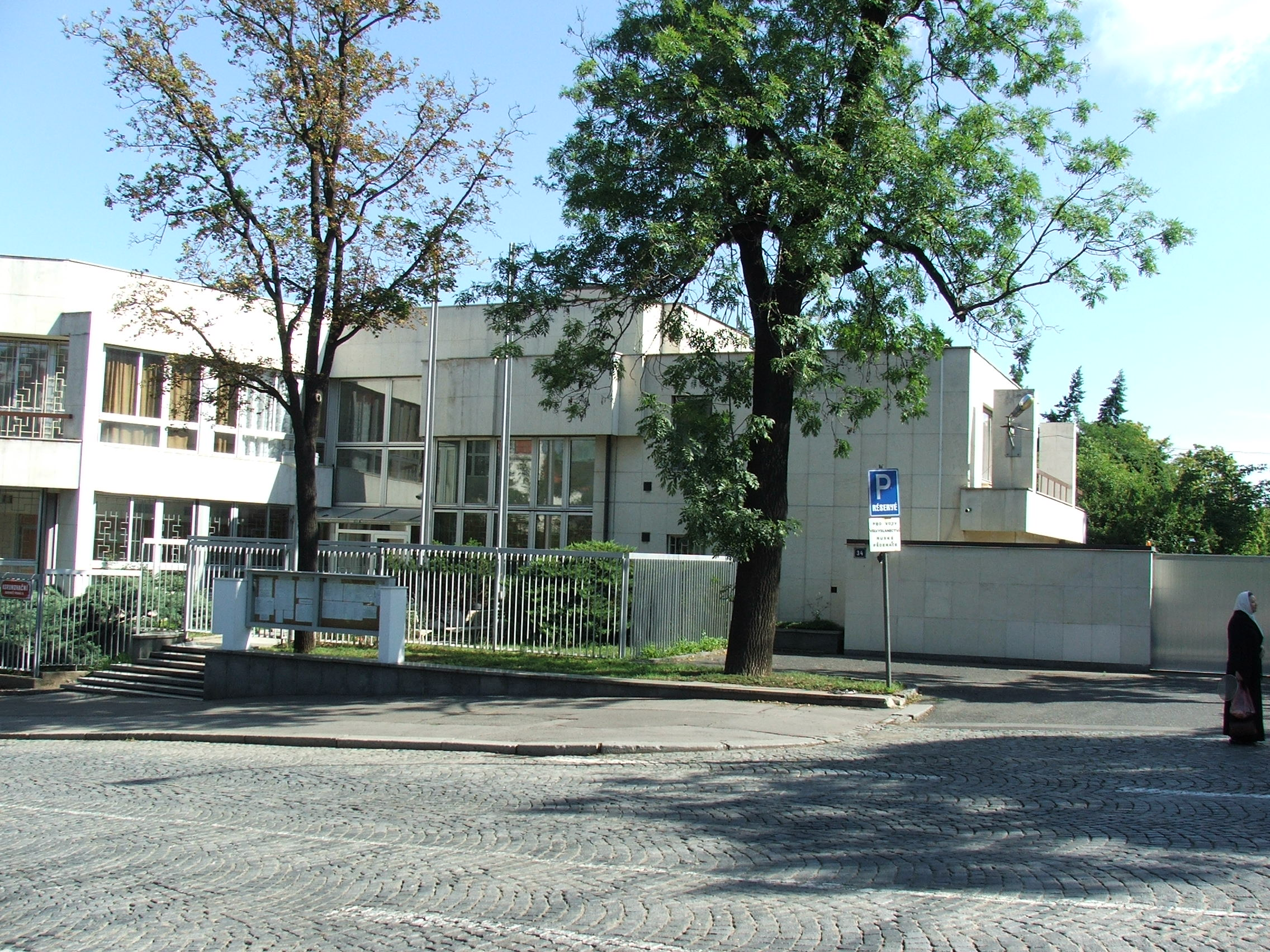
Konzulární oddělení ruské ambasády

Velvyslanectví Ruska v Praze je zastupitelským úřadem Ruské federace v České republice. Kancelář se nachází na adrese Ukrajinských hrdinů 19/6 v Praze 6 – Bubenči. Ruským velvyslancem je od roku 2016 Alexandr Zmejevskij.
Do roku 2021, kdy byla během česko-ruské diplomatické krize vyhoštěna většina ruských diplomatů, šlo o jednu z personálně nejsilnějších zahraničních ambasád v Česku. Od 1. června 2021 zde působí 7 diplomatů a 25 administrativně-technických pracovníků.
Ruská federace měla v Česku kromě ambasády v Praze také konzuláty v Brně, Ostravě a Karlových Varech.

## Historie
Budovu, která je nyní kanceláří velvyslanectví, koupil v roce 1927 český bankéř Jiří Popper. Edvard Beneš, tehdejší prezident Československa, a Jiří Popper, se oba navzájem znali, uprchli v roce 1938 stejným letadlem do Londýna.
Dům Poppera v Bubenči a okolní pozemky byly zabaveny nacistickými úřady 16. března 1939, den po jejich okupaci Československa, a následně byly použity jako pražské sídlo gestapa. V tomto období bylo velvyslanectví vybaveno řadou tunelů, které obsahovaly archivy gestapa, a bezpečnostní chodbou spojující tunely s velvyslanectvím. V roce 1945, po skončení války, se rodina pokusila získat majetek zpět, ale bylo tomu zabráněno kvůli znárodňovacím dekretům Beneše, který se vrátil do Československa jako prezident. Ačkoli si Beneš byl vědom toho, že česko-židovský bankéř stále žije a má v úmyslu se vrátit do Prahy, daroval Beneš majetek Sovětskému svazu jako poděkování za sovětské osvobození Československa od nacistické vlády. Budovu využívali Sověti k ubytování velvyslanců Sovětského svazu v Československu. Po tomto posunu ve vlastnictví se Sověti snažili integrovat tunely a zabezpečené místnosti, které přidala nacistická vláda. Panuje všeobecná víra, že mnoho z těchto místností bylo důstojníky KGB využíváno pro špionáž a kontrarozvědku.
Rodina Popperových měla za tento majetek získat náhradu, k čemuž však nedošlo v důsledku komunistického převratu v Československu  v roce 1948.
V roce 1990 byly v Československu přijaty zákony, které umožňovaly restituci za majetek zabavený po roce 1948. Český ústavní soud zrušil několik Benešových dekretů a v červenci 2008 podala Lisbeth Popper, dcera Jiřího Poppera, žalobu na české soudy proti českému i ruskému státu usilující o restituci majetku. Podle soudních spisů má nemovitost hodnotu 1 miliardy Kč, kterou by v případě úspěchu případu zaplatil český stát. Ruský stát, který po rozpadu SSSR převzal nárok na veškerý cizí majetek vlastněný sovětskou vládou, by také ztratil nárok na majetek a bylo by třeba najít nový úřad pro ruské velvyslanectví v České republice.
Ruské ministerstvo zahraničí uvádí, že majetek je pod současnou českou legislativou a mezinárodním právem a že odmítá jakékoli pokusy stran domáhat se majetku ruského státu, ať už uvnitř nebo vně Ruska.

### Náměstí Borise Němcova a změna adresy
V únoru 2020 bylo náměstí Pod Kaštany u ambasády z iniciativy pražského magistrátu přejmenováno na náměstí Borise Němcova. Jmenuje se podle Borise Němcovova, ruského opozičního liberálního politika a dřívějšího místopředsedy ruské vlády, který byl v roce 2015 zavražděn. Ruské velvyslanectví několik měsíců po přejmenování náměstí změnilo svou doručovací adresu na Korunovační 36. Tato adresa leží 400 metrů opodál a nachází se zde druhá budova ambasády, kde sídlí její konzulární úsek. Dne 22. 4. 2022 byl úsek Korunovační ulice přiléhající k areálu ambasády přejmenován na ulici Ukrajinských hrdinů. 

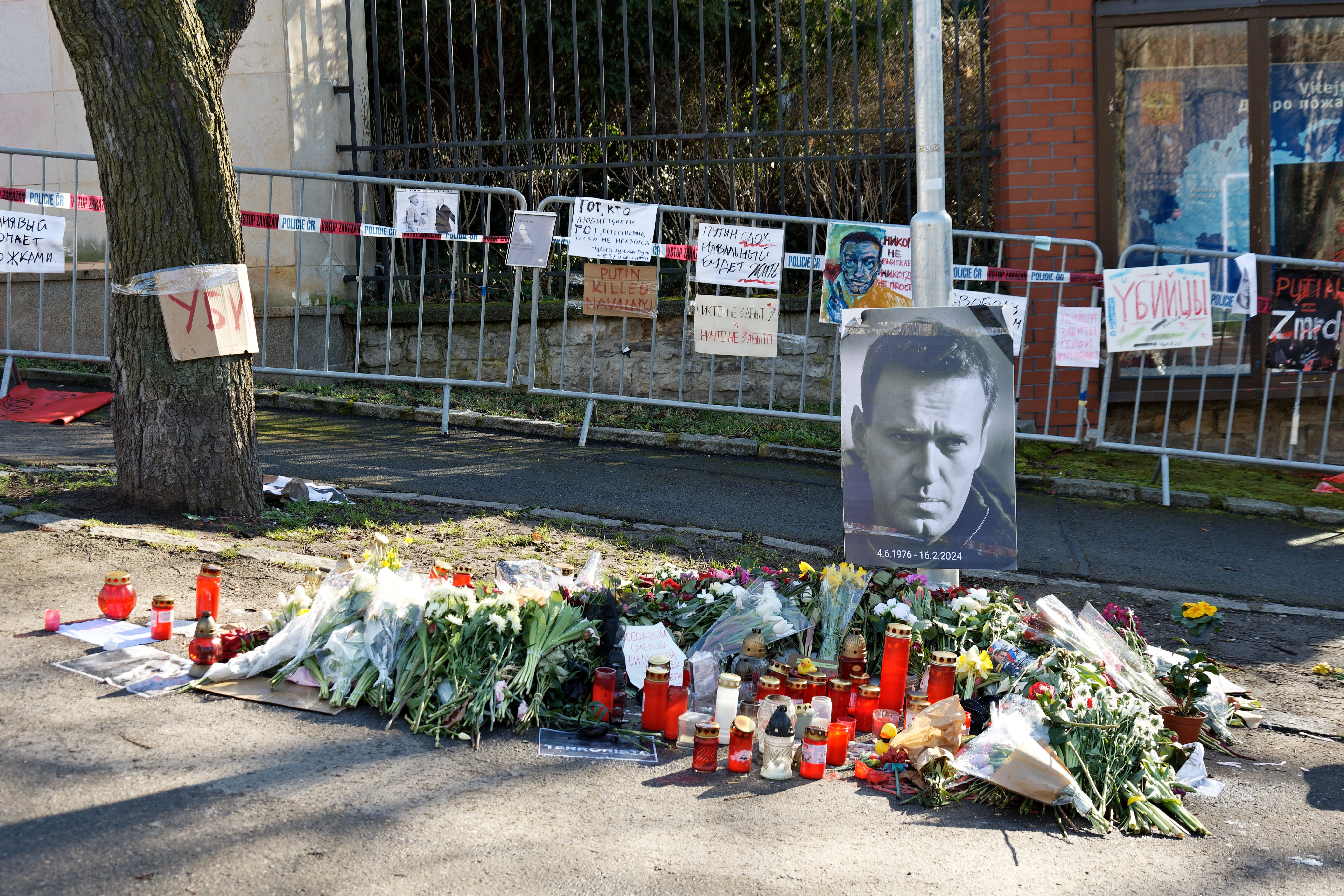
Pietní místo k uctění Alexeje Navalného, únor 2024

Poblíž ambasády se nachází také promenáda pojmenovaná dle zavražděné ruské novinářky Anny Politkovské a od roku 2021 také Vyhlídka Alexeje Navalného, ruského opozičního politika a Putinova kritika. Vyhlídka vznikla neoficiálně v rámci pořadu Šťastné pondělí novináře Jindřicha Šídla.
Po úmrtí Alexeje Navalného v únoru 2024 zde vzniklo pietní místo k uctění jeho památky. Sešly se zde stovky lidí, kteří přinesli květiny, svíčky a transparenty s nápisy jako „Putin zabil Navalného“, „Byla to vražda“ nebo „My nezapomeneme a my neodpustíme“.

### Vyhoštění většiny diplomatů
V dubnu 2021 bylo českými bezpečnostními službami zjištěno, že za výbuchy muničních skladů ve Vrběticích v roce 2014, při kterých zahynuli dva lidé, mohou s největší pravděpodobností 2 ruští agenti ruské kontrarozvědky GRU. Výsledkem bylo rozhodnutí z ruské ambasády vyhostit 18 diplomatů.
Později česká vláda přistoupila k tomu, že počet velvyslanců na ruské ambasádě vyrovná s počtem velvyslanců na české ambasádě v Moskvě. Od 1. června tak na ruské ambasádě v Praze působí 7 diplomatů a 25 administrativně-technických pracovníků. Oproti původnímu počtu 48 členů diplomatického personálu a 81 členů administrativně-technického personálu jde tak o významné snížení pracovníků ruské ambasády.
V návaznosti na zásadní úbytek diplomatických pracovníků byla uzavřena také ruská státní střední škola, která byla při velvyslanectví založena v roce 1953.